# Martín (Hache)
Martín (Hache) es una película coproducida por Argentina y España, dirigida por Adolfo Aristarain y estrenada en el año 1997. Está protagonizada por Federico Luppi, Juan Diego Botto y Cecilia Roth, y coprotagonizada por Eusebio Poncela. También contó con las interpretaciones especiales de Ana María Picchio y Sancho Gracia.
Obtuvo numerosos premios para su director y sus dos protagonistas principales, Cecilia Roth y Federico Luppi.

## Sinopsis
Un guionista argentino de cine, que lleva viviendo muchos años en España, rechaza la nostalgia y su pasado. Tiene un hijo que vive con la madre en Buenos Aires, y como éste lleva el mismo nombre que su padre todos le llaman Hache en vez de "hijo" para así, con la hache entre paréntesis, poder distinguirlo de su progenitor.
Hache es aficionado al rock y toca la guitarra eléctrica. Tiene un accidente que hace peligrar su vida, y su padre, que no lo ve desde cinco años atrás, vuela desde España superando su fobia a los aviones y su propósito de no volver a Buenos Aires. Cuando Hache se recupera y, a propuesta de la madre, viaja a España para vivir con su padre, allí conocerá a su joven amante y a su mejor amigo, quienes dan un vuelco a su propia vida.

## Reparto
- Federico Luppi como Martín
- Juan Diego Botto como Hache
- Eusebio Poncela como Dante
- Cecilia Roth como Alicia
- Ana María Picchio como Blanca
- Sancho Gracia como José María Navarro
- José María Sacristán como Schauve
- Will More como Coracero
- Ángel Amorós como Productor Teatro
- Kojun Notsu como Joven Oriental
- Esther Herrera como Niña Andrógina
- Marisa Cabezón como Mujer Espejo
- Enrique Liporace como Migue
- Claudia Gallegos como Lea
- Leonora Balcarce como Nadia
- Nahuel Mutti como Godo
- Nicolás Pauls como Leo (
- Gustavo Chantada como Dardo
- Rodrigo Fresán como Rodrigo
- Dominique Clément como Niña Lea
- Tomás Flores como Niño Lea
- Martina Gowland como Beba Liliana
- Bruno Aristarain como Grupo N.N.
- Francisco Martines como Grupo N.N.
- Leonel Monjo como Grupo N.N.
- Darío Gabrielli como Grupo N.N.

## Localizaciones de rodaje
La película se rodó en diversos lugares de España, entre ellos Madrid y Mojácar.

## Premios
La película obtuvo cuatro nominaciones a los Premios Goya 1997 a la mejor película, director y sonido, ganando el Goya a la mejor actriz principal, Cecilia Roth.
Otros premios
- Festival Internacional de Cine de San Sebastián 1997
  - Concha de Plata al mejor actor para Federico Luppi
- Premios Ondas 1997 
  - mejor actriz (Cecilia Roth).
- Premios Cóndor de Plata de la  Asociación de cronistas cinematográficos de Argentina 1998: 
  - mejor actor (Federico Luppi)
  - mejor actriz (Cecilia Roth)
  - mejor director (Adolfo Aristarain)
  - mejor actor de reparto (Eusebio Poncela).
- Premio Coral del Festival Internacional del Nuevo Cine Latinoamericano de La Habana 1997
  - mejor película de ficción
  - mejor director
  - mejor actriz (Cecilia Roth)
  - Premio Glauber Rocha de la prensa extranjera
- Premio Soleil d’Or del Festival de Biarritz 1997 
  - mejor actor (Eusebio Poncela)
- Premios Sant Jordi 1998
  - mejor actor español (Eusebio Poncela)
  - mejor actriz española (Cecilia Roth)
- Candidata a los premios 1997 del Círculo de Escritores Cinematográficos (CEC) a:
  - mejor película
  - mejor actriz
  - guion original
- Premios de la audiencia del Festival de cine de Oslo  1998 y  Festival internacional de cine de Valdivia 1998.